# San Pedro Sula
San Pedro Sula je druhé největší honduraské město, známé též jako Capital industrial (hlavní průmyslové město). Je správním střediskem departementu Cortés. Zároveň je urbanistickým centrem významné honduraské aglomerace „Valle de Sula“, kde žije přibližně 2,50 milionu lidí a kde se vyprodukuje více než 63% veškerého honduraského HDP. Město se nachází na severozápadě státu, zhruba 70 km jižně od pobřeží Honduraského zálivu v povodí řeky Ulúa. Ve vzdálenosti do 150 km od San Pedro Sula se rozkládá jediné přírodní honduraské jezero Yojoa a ruiny mayského města Copán.

## Historie
První osadu s názvem San Pedro de Puerto Caballos na území dnešního města založil v roce 1536 don Pedro de Alvarado. V době vzniku Středoamerické federativní republiky (1821) bylo San Pedro Sula chudou osadou bez většího významu. Zlom nastal v roce 1890, kdy byla vybudována železniční trať k přístavu Puerto Cortés. a začaly tu vznikat plantáže banánovníku, kávovníku a dalších tropických plodin.
Ještě v roce 1949 mělo město „pouze“ cca 21 000 obyvatel. Velký rozvoj zažívá město celou druhou polovinu 20. století a na počátku 21. století. Za rozvojem města stojí především přítomnost nadnárodních i národních firem textilního, potravinářského, stavebního, chemického, farmaceutického a dalšího průmyslu. V současnosti se zde projevuje trend rozvoje terciárního sektoru ekonomiku - tzn. služeb. Během druhé poloviny 20. století byly ve městě postaveny nové továrny, nemocnice, univerzity, sportoviště, nákupní a zábavní centra, letiště.

## Problém kriminality
San Pedro Sula je považováno za město s největší mírou násilí a kriminality na světě.
Statistiky z roku 2014 hlásí v průměru 171 vražd na 100 000 obyvatel. 83,5 % z nich je spácháno střelnou zbraní, téměř 70 % z těchto zbraní je v Hondurasu drženo ilegálně. Tato neutěšená bezpečnostní situace ve městě vyplývá mimo jiné ze společenských tlaků, kdy do města přicházejí imigranti z jiných částí Hondurasu, kteří zde hledají lepší ekonomické podmínky. Dalším problém je aktivita kriminálních gangů, rozšířený černý trh se zbraněmi a pašování drog (především do USA).

## Partnerská města
- Portland, USA
- Monterrey, Mexiko
- Duisburg, Německo
- Ciudad de Guatemala, Guatemala
- San Salvador, Salvador
- Managua, Nikaragua

## Fotogalerie

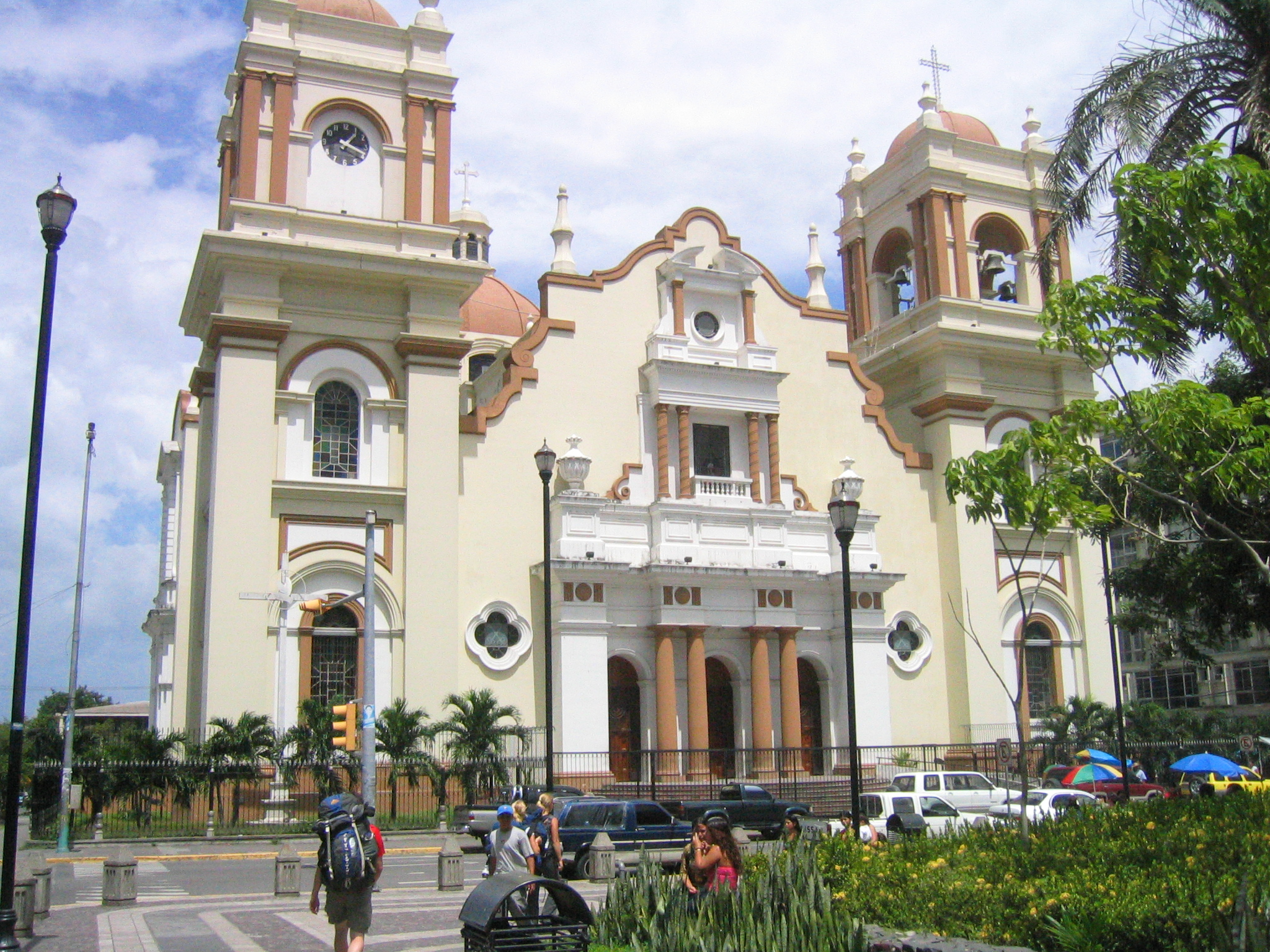
Městská katedrála
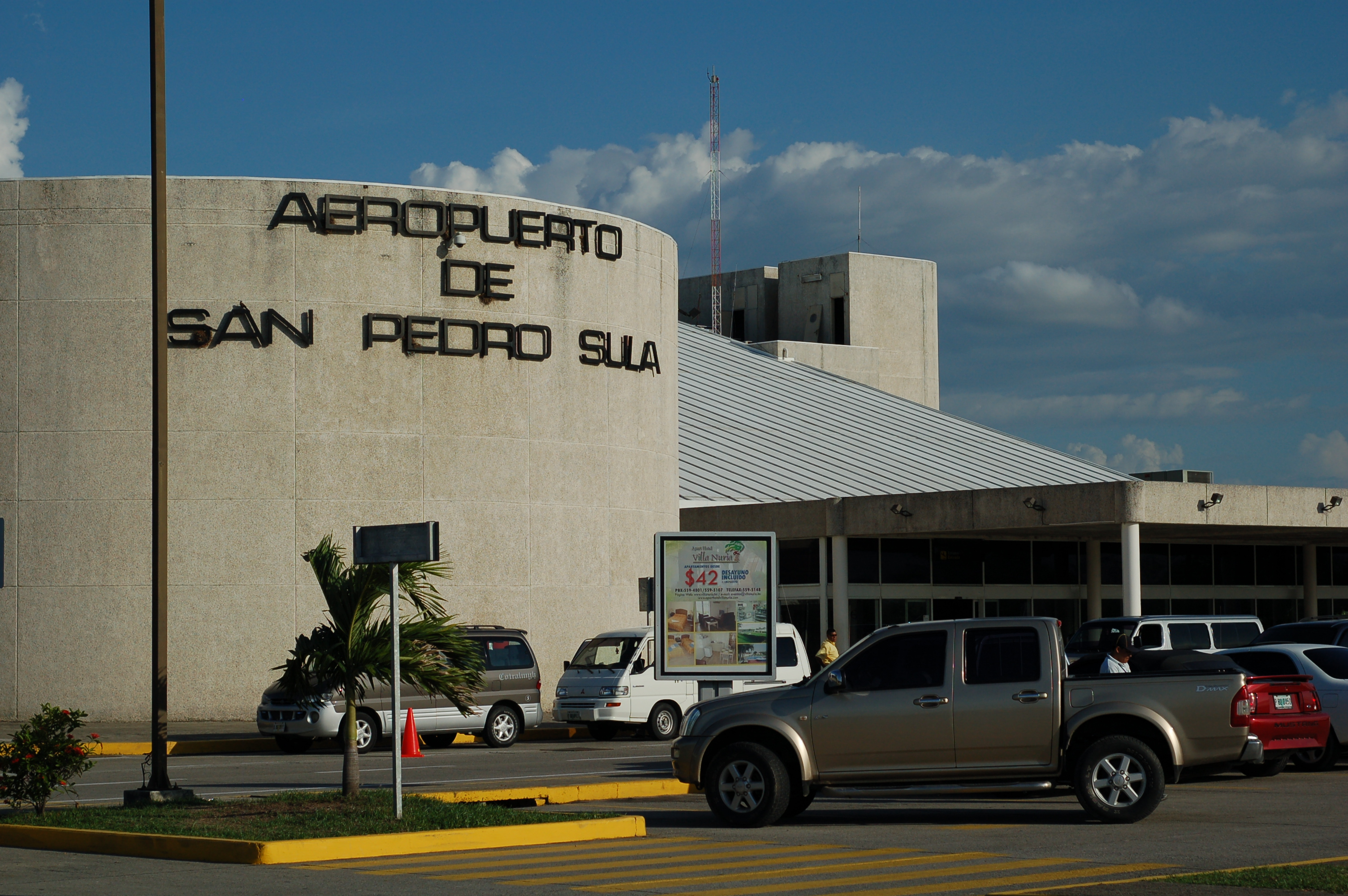
Městské letiště
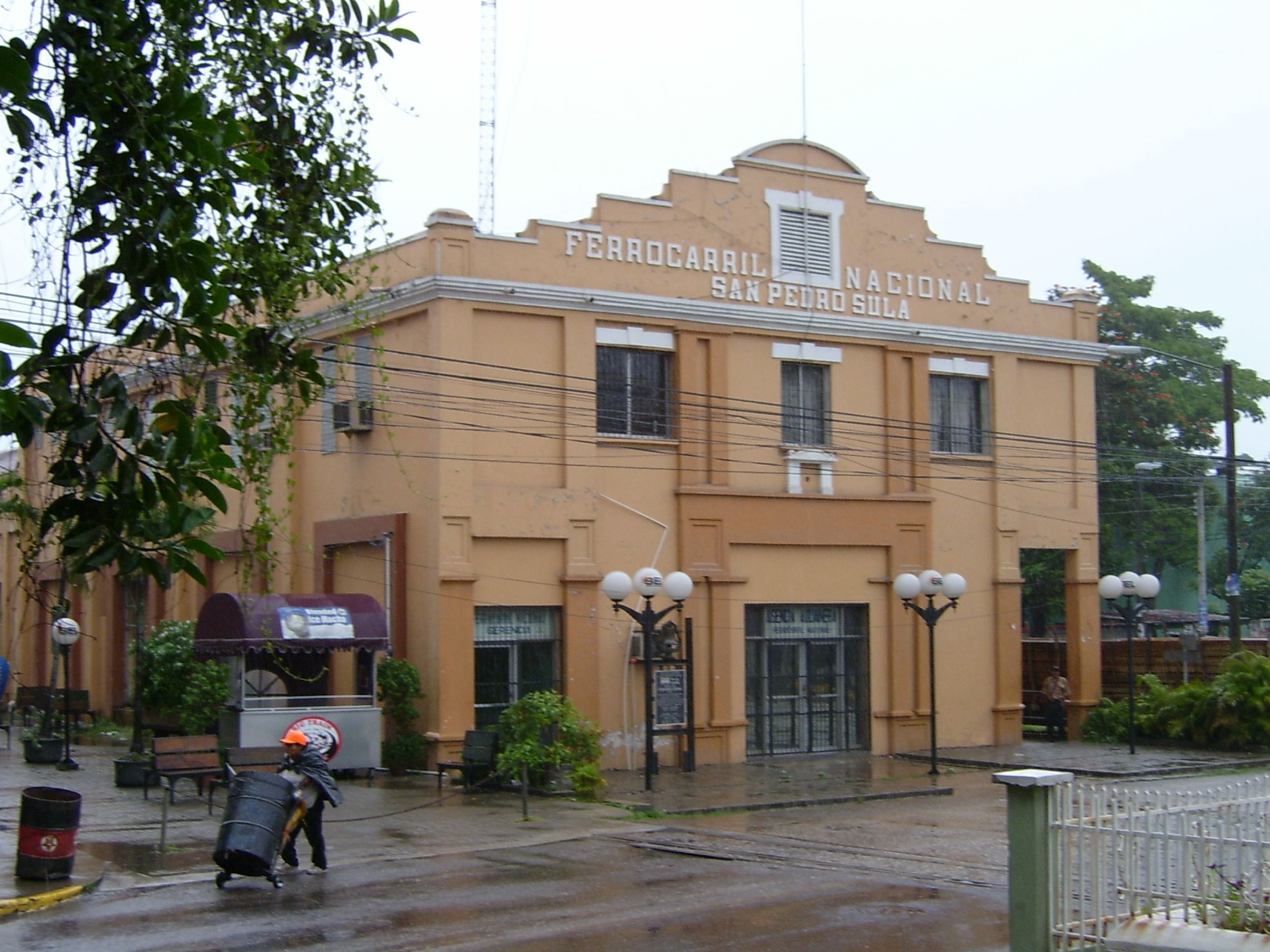
Železniční stanice v městě